# Fritz Plaumann
Fritz Plaumann (Preussisch-Eylau, 2 de maio de 1902 — Seara, 22 de setembro de 1994) foi um entomólogo e botânico alemão.

## Biografia
Oriundo da Prússia Oriental (atual Lituânia), Fritz Plaumann mudou-se com a família para o Brasil em novembro de 1924, instalando-se no oeste do estado de Santa Catarina. No mesmo ano, iniciou seus estudos sobre as espécies de orquídeas e de insetos da região, que se estenderam até 1994. Em 70 anos de trabalho, catalogou cerca de 80 mil exemplares de 17 mil espécies diferentes de insetos, dos quais 1.500 eram desconhecidas da ciência. 
Durante sua vida, recebeu diversas homenagens. Em 1985, obteve a Medalha do Mérito Universitário da Universidade Federal de Santa Catarina. No início de 1991, recebeu a mais alta condecoração do campo da ciência da Alemanha: a Grã-Cruz do Mérito Científico. Também foi considerado o "maior colecionador de insetos da América Latina do Século XX" pelo presidente da Californian Academy of Science. Em 1992, obteve a Medalha do Mérito Anita Garibaldi do governo de Santa Catarina.
No dia 23 de outubro de 1988, foi inaugurado, em sua homenagem, um dos maiores museus entomológicos da América Latina: o Museu Entomológico Fritz Plaumann, no distrito de Nova Teutônia, na cidade catarinense de Seara. O museu possui todo o acervo de espécies coletadas por Fritz Plaumann. Em 1991, recebeu a Grã-Cruz do Mérito Científico da Alemanha, a mais alta condecoração do gênero concedida por seu país de origem. 
Também foi homenageado por outros pesquisadores, com o batismo de diversas espécies descobertas com o seu nome, como os besouros Atenisius plaumanni, Aleiphaquylon plaumanni e Ormeta plaumanni. Há também um parque ecológico que leva seu nome, localizado na cidade de Concórdia: o Parque Estadual Fritz Plaumann, criado em 2003.
O Centro Acadêmico do Curso de Agronomia da Universidade do Estado de Santa Catarina leva seu nome, como homenagem aos seus serviços prestados à ciência e formação estudantil em cursos de Ciências Agrárias e Ambientais.
Fritz Plaumann faleceu às 9h45min do dia 22 de setembro de 1994, por problemas respiratórios. Sua vida é relatada no livro O Diário de Fritz Plaumann, lançado em 2001 pela escritora Mary Bortolanza Spessatto, e no episódio O Colecionador de Insetos, do programa Santa Catarina em Cena, da RBS TV, exibido em julho de 2009. 